# Demir Kapija
Demir Kapija o Demir Kapiya (en macedonio: Демир Капија) es un municipio y una pequeña ciudad al sur de Macedonia del Norte. El municipio tenía 4.545 habitantes en 2002 y abarca 311,06 kilómetros. La ciudad misma se compone de 3.275 habitantes, el resto de la población se distribuye en los pueblos de los alrededores. Demir Kapija se encuentra en el río Vardar y en la carretera que conecta Skopie con Tesalónica.
Kapija significa «puerta» en macedonio, y demir designa al hierro en turco; el nombre del municipio se puede traducir como «puerta de hierro». Este término recuerda que la ciudad se encuentra a la entrada de una garganta que rodea el Vardar a unos veinte kilómetros. Demir Kapija es también conocida por sus vinos.
Demir Kapija está rodeado por los municipios de Negotino, Konče, Valandovo, Gevgelija y Kavadarci.
- Datos: Q1014699
- Multimedia: Demir Kapija / Q1014699